# Sophie Nélisse
Sophie Nélisse (Windsor (Ontario), 27 maart 2000) is een Canadese actrice, bekend van onder meer de rol van Liesel Meminger in The Book Thief, gebaseerd op de gelijknamige roman van Markus Zusak.

## Levensloop
Nélisse is van Frans-Canadese afkomst. Haar jongere zus is de actrice Isabelle Nélisse. Haar familie verhuisde naar Montreal toen ze vier jaar oud was. In haar vroege jaren was ze actief in de gymnastiek, waarmee ze streefde naar de Olympische Spelen van 2016. Ze tekende bij een talentenbureau om geld te verdienen om de trainingen te betalen. Na kleine gastoptredens in Canadese televisieseries maakte ze haar filmdebuut in 2011 met de bekroonde dramafilm Monsieur Lazhar, waarmee ze een Genie Award won. Nadat ze in 2013 de hoofdrol kreeg in de oorlog-dramafilm The Book Thief, waarmee ze onder meer een Newcomer Award won op de 18e Satellite Awards, verlegde ze haar aandacht naar acteren.

## Filmografie

### Film
| Jaar | Titel                    | Rol                | Opmerkingen |
| ---- | ------------------------ | ------------------ | ----------- |
| 2011 | Monsieur Lazhar          | Alice L'Écuyer     |             |
| 2012 | Ésimésac                 | Marie Gélinas      |             |
| 2013 | The Book Thief           | Liesel Meminger    |             |
| 2014 | Pawn Sacrifice           | jonge Joan Fischer |             |
| 2015 | Endorphine               | 13-jarige Simone   |             |
| 2015 | The Great Gilly Hopkins  | Gilly Hopkins      |             |
| 2016 | Mean Dreams              | Casey Caraway      |             |
| 2016 | 1:54                     | jennifer           |             |
| 2016 | Wait Till Helen Comes    | Molly              |             |
| 2016 | The History of Love      | Alma Singer        |             |
| 2017 | Et aupire, on se mariera | Aïcha              |             |
| 2019 | Close                    | Zoe Tanner         |             |
| 2019 | 47 Meters Down: Uncaged  | Mia                |             |

### Televisie
| Jaar | Titel             | Rol                 | Opmerkingen          |
| ---- | ----------------- | ------------------- | -------------------- |
| 2010 | Mirador           | Jeune fille de Ralf | afl. "Vulnérabilités |
| 2010 | Toute la vérité   | Fille de Violaine   | afl. "#1.17"         |
| 2011 | Les Parent        | Zoé                 | 11 afleveringen      |
| 2012 | Vertige           | Rosalie Roussel     | 6 afleveringen       |
| 2018 | Demain Des Hommes | Roxanne Rousseau    | 4 afleveringen       |
| 2021 | Yellowjackets     | Shauna              | 10 afleveringen      |